# Ga Hòa Trinh
Ga Hòa Trinh là một nhà ga xe lửa tại xã Phước Nam, huyện Thuận Nam, tỉnh Ninh Thuận. Nhà ga là một điểm trên tuyến đường sắt Bắc Nam tiếp nối sau ga Tháp Chàm và trước ga Cà Ná. Lý trình ga: Km 1419 + 500.